# Hysterocrates affinis
Hysterocrates affinis là một loài nhện thuộc chi Hysterocrates trong họ Theraphosidae. Chúng được Embrik Strand miêu tả năm 1907.

## Phân loài
- Hysterocrates affinis angusticeps, Strand, 1907